# T Comae Berenices
T Comae Berenices är en pulserande variabel av Mira Ceti-typ i stjärnbilden Berenikes hår.
Stjärnan varierar mellan magnitud +10,6 och mindre än 16,5 med en period av 406 dygn.